# أنا الحقير (سلسلة أفلام)
أنا الحقير سلسلة أفلام من إنتاج إستديو إليمونيشن للترفيه  ومن توزيع شركة يونيفرسل ستوديوز، تضم السلسلة أربعة أفلام لغاية الآن:
أنا الحقير الذي أنتج سنة 2010 والذي حقق دخلا قدر ب543 مليون دولار جعله يصنف كالفيلم السادس والثلاثين من حيث أكبر ايرادات.
وتلاه أنا الحقير 2 سنة 2013 حيث حقق ايرادات بلغت 970 مليون دولار كما صنف كسابع فيلم في قائمة اعلى أفلام الرسوم المتحركة دخلا.
لقيت أفلام السلسلة نجاحا كبيرا حيث انه بعد إصدار الجزأين الاولين لقيت المخلوقات الصفراء شهرة كبيرة من طرف الجمهور دفع الشركة لإنتاج فيلم المينيون سنة 2015 والذي صنف كثاني اعلى فيلم تحقيقا للإيرادات وكان هدف الفيلم التعريف بالمخلوقات ومن اين اتت وما هو غرضها.
وفي سنة 2017 تم إنتاج الجزء الرابع من سلسلة الافلام أنا الحقير 3 وتلقى هذا الفيلم اعجابا من المشاهدين فاق نسبة الجزأين السابقين جعله يحتل المرتبة الرابعة في نفس القائمة بمدخول فاق المليار دولار. كما انه من المتوقع إنتاج جزء خامس من سلسلة الأفلام سنة 2020 تحت عنوان المينيون 2 وجزء سادس سنة 2024 بعنوان أنا الحقير 4 .

## قصة السلسلة
تدور أحداث الأفلام خاصة حول «غرو» وتبرز كيفية تحوله من أكبر الاشرار واعظمهم إلى عضو مساهم في منع الجريمة، ففي الجزء الاول يحاول «غرو» استعادة منصبه كأعظم شرير بسرقة القمر بمساعدة الفتيات الصغيرات، وفي الجزء الثاني عرضت على «غرو» فرصة عمل للمساهمة في منع الجريمة ولاثبات كفاءته تصدر له مهمة القبض على أحد الاشرار اما في الجزء الثالث فهو يعرض قصة المينيون ومدى حبهم للشر وكيفية التقائهم ب «غرو» منذ ان كان صغيرا وفي الجزء الرابع من سلسلة الأفلام يلتقي «غرو» بتوامه وتكون المهمة القضاء على شرير قديم ظهر ثانية
و هناك فيلمين جديدين، الأول يضم الجزء الثاني من المينيون والثاني هو فيلم أنا الحقير 4.

## روابط خارجية
- أنا الحقير على موقع روتن توميتوز (الإنجليزية)